# Wadim Jewgenjewitsch Gippenreiter
Wadim Jewgenjewitsch Gippenreiter (russisch Вадим Евгеньевич Гиппенрейтер; * 9. Apriljul. / 22. April 1917greg. in Moskau, damalige Russische Republik; † 16. Juli 2016) war ein russischer Natur- und Landschaftsfotograf, der als junger Mann eine nationale Skimeisterschaft gewann und als Sportreporter arbeitete.

## Leben
Gippenreiter war der Sohn eines adligen Offiziers und Angehörigen der Weißen Armee, der 1917 getötet wurde. Er hatte schon in seiner Kindheit Zugang zur Fotografie, da seine Verwandtschaft ihm den Umgang mit Plattenkameras ermöglichte. Im Alter von zehn Jahren fertigte er seine ersten Aufnahmen an und kümmerte sich auch um die Entwicklung der Glasplatten und Kontaktabzüge.
Ein Biologiestudium wurde Gippenreiter aufgrund seiner Herkunft aus einer Adelsfamilie verwehrt. Seine Erfolge im Skisport, die 1937 mit einem Sieg als erster UdSSR-Meister im alpinen Abfahrtslauf einen Höhepunkt hatten, ermöglichten ihm jedoch den Zugang zu einem Medizinstudium. Nach einem Wechsel an das Moskauer Institut der Künste konnte er dort 1948 einen Abschluss als Fotograf machen. Gippenreiter machte sich in den folgenden Jahren als Sportreporter und Journalist einen Namen. Später wurde er bei der Sowjetischen Akademie der Wissenschaften offizieller Fotograf und konnte in dieser Funktion an mindestens 37 Expeditionen innerhalb der UdSSR teilnehmen. Dank seiner hervorragenden sportlichen Ausbildung und Fähigkeiten – unter anderem war er der erste Bergsteiger, der den Elbrus bestieg, um den Abstieg vom Gipfel auf Skiern zu bewältigen – gelang es ihm, seine Kamera an Orte zu bringen, die anderen Fotografen unzugänglich waren, und so einzigartige Fotografien zu erschaffen.
Wadim Gippenreiter wird als Mitbegründer der russischen Naturfotografie und der Russischen Schule der künstlerischen Landschaftsfotografie betrachtet. Er ist Autor von 35 Büchern, Hunderten von Veröffentlichungen, darunter auch in renommierten Magazinen wie Geo, Stern und National Geographic. Seine Fotografien waren auf zahlreichen Ausstellungen in Russland, England, Tschechien, Österreich, Ungarn und Frankreich zu sehen. Das Gesamtwerk umfasst nach eigenen Aussagen über 50.000 Fotografien. Gippenreiter war Ehrenmitglied der russischen Föderation für Alpin- und Snowboardsport.
Von dem Präsidenten Russlands Dmitri Anatoljewitsch Medwedew wurde er 2012 mit dem Orden der Ehre geehrt.

## Werke (Auswahl)
- Vadim Gippenreiter, Nikolaj N. Rachmanov: Reise durch die UdSSR Moskau, Verlag Planeta 1979
- Vadim Gippenreiter: Mittelasien : Architekturdenkmäler 9.–19. Jh. Moskau, Verlag Planeta 1987
- Vadim Gippenreiter: Kamtschatka. Land aus Feuer und Eis. 1993 Hildesheim, Gerstenberg-Verlag ISBN 3-8067-2072-X
- Vadim Gippenreiter, Alexej Kometsch. Alte russische Kirchen und Städte. Frankfurt am Main, Umschau, 1994.
- Alexej Kometsch, Vadim Gippenrejter: Russische Klöster München, Hirmer Verlag 2001, ISBN 3-7774-9000-8